# James M. Pendleton

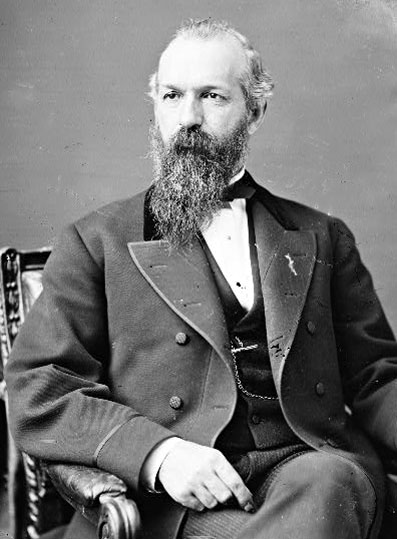
James M. Pendleton

James Monroe Pendleton (* 10. Januar 1822 in North Stonington, Connecticut; † 16. Februar 1889 in Westerly, Rhode Island) war ein US-amerikanischer Politiker. Zwischen 1871 und 1875 vertrat er den zweiten Wahlbezirk des Bundesstaates Rhode Island im US-Repräsentantenhaus.

## Werdegang
James Pendleton besuchte die Schulen in North Stonington und in Suffield, ebenfalls in Connecticut. Nach einem Umzug nach Westerly in Rhode Island begann er zunächst im Handel zu arbeiten. Später wurde er auch im Bank- und Versicherungsgeschäft tätig.
Politisch war Pendleton Mitglied der Republikanischen Partei. Zwischen 1862 und 1865 gehörte er dem Senat von Rhode Island an. Im Jahr 1868 war er Delegierter zur Republican National Convention in Chicago, auf der Ulysses S. Grant als Präsidentschaftskandidat der Partei nominiert wurde. 1870 wurde Pendleton im zweiten Distrikt von Rhode Island in das US-Repräsentantenhaus in Washington, D.C. gewählt. Dort löste er am 4. März 1871 Nathan Dixon II ab. Nach einer Wiederwahl im Jahr 1872 konnte Pendleton bis zum 3. März 1875 zwei Legislaturperioden im Kongress absolvieren.
Bei den Wahlen des Jahres 1874 unterlag er Latimer Whipple Ballou. Zwischen 1879 und 1884 war James Pendleton Abgeordneter im Repräsentantenhaus von Rhode Island. Danach war er bis 1889 Vorsitzender des Wohlfahrtsausschusses von Rhode Island. Er starb im Februar 1889 in Westerly.